# Список персонажей сериала «Американский папаша!»
Все перечисленные ниже персонажи являются героями американского мультсериала «Американский папаша!».

## Семья Смитов

### Стэн Смит
- Стэнфорд Леонард «Стэн» Смит (англ. Stanford Leonard "Stan" Smith; озвучен Сетом Макфарлейном) работает в ЦРУ с 1980-х годов на должности «эксперта по оружию» и находится в постоянной боевой готовности перед террористической угрозой. Начиная с первой серии второго сезона («Camp Refoogee»), он претендует на звание «Заместителя замдиректора», однако официальное извещение о его продвижении не было показано зрителю. С этого времени, его работа заключалась в допросе потенциальных террористов. Он часто теряет контроль над собой и становится параноиком и «защитником» одновременно (хоть он патриот и консерватор, но он и расист, нетерпелив, и бывший гомофоб). Его холодильник всегда показывает цвет террористической угрозы, а когда его тостер выдаёт поджаренный хлеб, Стэн может просто расстрелять его. Несмотря на свой возраст, Стэн в отличной физической форме (невзирая на то, что у него есть солидный живот), что позволяет ему двигаться, как Джеймс Бонд. Он не гнушается торговлей наркотиками или применении электрошока по его личному сумасшедшему разумению. Кстати, это касается и членов его семьи. Так в первом эпизоде «Pilot», где его сын по имени Стив не мог пригласить кого-либо на свидание, Стэн украл американскую актрису Хилари Дафф. Когда он делает что-то, чтобы сохранить свой потенциал и не унижаться перед людьми, притворяется, что всё осознал, но на деле продолжает делать то, что задумал. Он любит такие группы, как «Genesis» и «My Morning Jacket». Его фобия — чайки. В молодости имел кучу прыщей, и пытался от них избавиться, однако у средства, которым он пользовался, был побочный эффект — облысение. Он носит парик, все члены семьи, кроме Стива, об этом знают, однако и Стив в одной из серий он узнаёт. Но несмотря на это, Стэн также имеет хороший музыкальный слух и красивый тембр голоса, в одном из эпизодов выступил вместе со Стивом и эмигрантами из Мексики на фестивале Лэнгли-Фоллс.

Кумиром Стэна является Рональд Рейган. Он цитирует его речи, и даже выбрал собаку, которая жила ещё при правлении Рейгана. Он не имеет ни малейшего представления о международных событиях. Стэн очень любит напиток «Мистер Пибб». Также он водит свой чёрный Ford Expedition. На DVD-диске с первым сезоном сериала в комментариях Сета Макфарлейна к первой серии «Американского папы» рассказывается, что образ Стэна базируется на ведущем американских антикоммунистических пропагандистских программ 1950 годов. Стэн также страстно одержим чисткой и коллекционированием оружия. Он известен своей постоянной заботой (и использованием в неподходящее время) о своём Glock 17. Он также заботится о AR-15, MAC-10, ручке-пистолете MK 5, которые зовёт «sword gun» (сабля-пистолет) (то есть орудия объединены с Глок 17 и кухонным ножом). Всё это вооружение он хранит в шкафчике для специй, который используется его женой, но это его не сильно беспокоит. У Стэна много складов оружия во всем доме. Он говорит, что когда использует оружие, делает это один раз, но очень эффективно. «Оружие не убивает людей, это люди убивают людей. Оружие защищает людей от людей с более маленьким оружием». (англ. «Guns don't kill people, people kill people. Guns defend people from people with smaller guns».) Появлялся в 6 сезоне 5 серии мультфильма «Гриффины». Американец ирландского происхождения.

### Франсин Смит
- Франсин Ли Смит (англ. Francine Lee Smith, Фрэнсин Линг (англ. Francine Ling; озвучена Венди Шаал) — милая и симпатичная, типичная американская домохозяйка и жена Стэна Смита. Приёмная сестра Гвен Линг. Она имеет своё личное мнение и высказывает его в основном сама себе, потому как муж обладает крайне консервативными взглядами, Стэн в большинстве случаев отпугивает всех соседей. Раньше в 1980 годах она спала с Адамом Антом, Билли Гиббонз из группы «ZZ Top», и «Dexy’s Midnight Runners» (в одной из серии упоминается что она спала не только с звёздами и не один раз что она и поставила «спец-кусты» в качестве знака триумфа). Она больше симпатизирует своей дочери Хейли, а своего сына, Стива считает таким же «заучкой», что и его отец. Работа по дому — это вся её жизнь, хотя время от времени ей приходится делать и более серьёзные вещи. Франсин — ненастоящая платиновая блондинка, на самом деле она — тёмно-русая. Однажды она продавала кексы в киоске, который находился в торговом центре и впоследствии был разрушен взрывом, который организовали хиппи-экстремисты. У неё было желание отомстить Джорджу Клуни, уронившему осветительный прожектор в момент её выступления на телевидении, которое гарантировало ей карьеру киноактрисы. Также она узнает, что была комиком, однако этот факт от неё скрывал Стэн, который водил её к гипнотизёру. Она является приёмной дочерью китайской семьи, так как её настоящие родители оставили ещё младенцем в аэропорту.

### Хейли Смит
- Хейли Обломинго Смит (англ. Hayley Dreamsmasher Smith; озвучена Рэйчел Макфарлейн) — ультралиберальная дочь Стэна и Франсин. Из-за её взглядов отец ей не доверяет. Ей 19 лет и она учится в местном муниципальном колледже. Носит в пупке пирсинг. Она балуется марихуаной совместно с её то нынешним, то бывшим парнем, а с некоторых пор и мужем Джеффом Фишером (англ. Jeff Fischer), а также увлекается вместе с ним туризмом. Они оба — вегетарианцы. Не приемлет насилие ни в каком виде. В эпизоде «Bullocks To Stan» она оставила Джеффа и переспала с начальником своего отца, Баллоком, потому как искала парня, который будет взрослым и самостоятельным. После вмешательства Стэна, она все свалила на Баллока и вернулась к своему парню Джеффу. В сериале тонко пародируется методика и способы американского общественного протеста, даже когда Хейли защищает свободу и правильный выбор, она часто раздражена по отношению к тем, кто не поддерживает её либеральных взглядов. В серии про золота Оливера Норта выясняется, что её второе имя Обломинго (англ. Dreamsmasher дословно «разрушитель мечты»), так как своим рождением она помешала Стэну искать золото Оливера Норта.

### Стив Смит
- Стивен Анита "Стив" Смит (англ. Steven Anita "Steve" Smith; озвучен Скоттом Граймсом) — заученный маленький мальчик, являющийся братом Хейли и сыном Стэна и Франсин. Инопланетянин Роджер является его лучшим другом. Стив делает все возможное для того, чтобы повысить свой социальный статус в обществе и пригласить кого-нибудь на свидание, и пока ещё он знает слишком мало о сексе. Однако в первом эпизоде («Pilot»), он — шумный и резкий, в последующих сериях он — самонадеянный и умный. Стив постоянно играет в компьютерную игру Dungeons & Dragons со своими тремя лучшими друзьями. Ему 15 лет, и он учит толкиновский язык «Elvish». Вообще Стив является типичным молодым человеком подросткового возраста, которому присущи все проблемы переходного периода. Отец Стива мечтает, чтобы сын пошёл по его стопам и продолжил «дело отца», поэтому часто критикует его по поводу круга друзей. По мнению отца, у сына должно быть все самое лучшее, поэтому часто Стиву сложно объяснить своему отцу те некоторые неудачи, что случаются у него в жизни. Однако, Стив также увлекается музыкой, поёт, играет на гитаре. У него была группа «Дундуки», которую он основал с друзьями. Но был изгнан Роджером.

### Роджер Смит
- Роджер Смит (англ. Roger Smith; озвучен Сэтом Макфарлейном) — космический пришелец, который был обнаружен Стэном в запрещенной зоне «Ангар 51» (в США есть байка о таинственной Зоне 51, где военные исследуют инопланетян, летающие тарелки и т. д.) и затем спас ему жизнь. С тех пор Роджер нашел приют у семьи Смитов. Он не может показываться коллегам Стэна по ЦРУ не переодетым, иначе те поместят его обратно в карантинную зону. Свободное время пришелец проводит у себя на чердаке, где смотрит телевизор, ест вредную пищу, курит и выпивает. Там же, на чердаке, он обустроил небольшой бар «Roger's Place», который посещают жители Лэнгли Фолс. Роджер обожает фильмы, мыльные оперы, телевидение и праздники. Он — ярко выраженная демонстративная личность с высоким уровнем интеллекта и разноплановыми талантами. Его характеру свойственны выраженный эгоцентризм, обидчивость и мнительность, артистичность и эпатажность, а также циничность и холодный прагматизм. Он инициативен и общителен, легко заводит знакомства, постоянно придумывает себе новые образы и увлечения. Так, например, он был учителем актёрского мастерства, психологом, детективом, водителем лимузина, пожилым миллиардером, уличным хулиганом, звездой хоккея, проституткой, домашним котом и т. д. Количество ролей инопланетянина столь велико, что в каждой заставке сериала он предстает в одной из них. Несмотря на повадки стереотипных геев и трансвеститов, Роджер пансексуален; его сексуальные предпочтения часто привязаны к эксплуатируемому образу. На протяжении сериала он вступает в интимные отношения (часто неразборчивые) со многими персонажами — от членов семьи Смитов до случайных людей и даже животных. В одной из серий 4 сезона сатирически объясняется сложный характер Роджера. Оказывается, он вынужден постоянно вредничать, в противном случае его тело подвергнется смертельной деградации. Несмотря на человеческие наклонности и слабости, Роджер обладает рядом мощных инопланетных способностей. Невероятная скорость помогает ему не только мгновенно перемещаться, но и играть сразу нескольких персонажей. Он способен менять свои формы и пропорции, регенерировать части тела, срастаться после расчленения. Роджер совершенно неуязвим для огня и высоких температур. Помимо этого, он живет гораздо дольше землян — ему более 1600 лет. По меркам своего вида Роджер далеко не стар; он не раз появляется в сериях, демонстрирующих далекое будущее, где выглядит аналогично нашему времени. Кроме того, Роджер владеет ксенотехнологиями, которые далеко превосходят человеческие.

### Клаус Хайсслер
- Клаус Хайсслер (англ. Klaus Heissler; озвучен Ди Бредли Бейкером) — результат работы ЦРУ по пересадке мозга (а точнее мозговых волн) от восточногерманского(изначально, он должен быть французом, но актёр не хочет провалить пробу) спортсмена по прыжкам с трамплина в тело золотой рыбки. Сделано это было лишь для того, чтобы спортсмен из коммунистической страны не выиграл золотую медаль на соревнованиях. Эта «похотливая рыбёшка» имеет некоторые садистские наклонности. «Я немец!» (англ. «I’m German!») — любимая фраза, которую он произносит довольно часто. Он часто пристаёт к Франсин. В эпизоде «Finances With Wolves» Клаус меняет своё тело рыбы на тело темнокожего парня и сбегает с Франсин, но так как тело было разорвано вместе с киоском Франсин взрывом в торговом центре, то его мозг поместили в новое тело золотой рыбки. В течение сериала он несколько раз поменялся с телами. Он даже возвращался в обычное тело, но из-за того что он был долго без своего тела и лишения безопасности, его старое тело медленно умирало. После этого когда Стэн и Клаус вернулись в свои тела, Стэн обещает найти новое тело для него(он соврал ему). Клаус очень терпим к качеству воды. Обычные рыбы могут умереть от водопроводной воды, Клаус же, напротив, может плавать в стиральной машине, жить в термосе с кофе, и частенько выбирается сам из воды. Мозги Клауса были пересажены во время «Зимних олимпийских игр 1986 года», которых на самом деле не было. Его голос был сделан похожим на голос словацкого актёра Петера Лорре. В немецкой версии сериала «Американский папа», Клаус разговаривает на саксонском диалекте, который так типичен для восточногерманских жителей. Его образ в немецкой версии напоминает бывшего агента Штази.

### Джефф Смит
- Джефф Смит (англ. Jeff Smith), ранее Джефф Фишер (англ. Jeff Fischer) — наркоманский и хипповатый друг, а позже муж Хейли Смит. Она бросила его в первом сезоне, потому как он соглашается с людьми слишком быстро и просто. Позже Стэн научил его, как можно «постоять за себя» (избивая, истязая током и погребая заживо). Джефф и Хейли вернулись друг к другу. Любовь пришла, и разгорелся в сердце пламенный огонь. В одном из эпизодов его трясло и корчило на полу в кухне после того, как Баллок швырнул его головой об стену. Джефф через время восстановился полностью, но с Хейли отношения были разрушены. В 1 эпизоде 6 сезона Джефф и Хейли поженились, а в 6 эпизоде того же сезона эпизоде Джефф переезжает в дом к Смитам. В 8 сезоне Джеффа, узнавшего, что Роджер — инопланетянин, тот обманом отправляет вместо себя на летающей тарелке. В итоге, Джеффу приходится с трудом пробивать путь назад на Землю с инопланетного мира Роджера. Позже вместе с Синбадом нашёл воронку, которая сможет вернуть их на землю. Однако, когда они преодолели воронку, оказалось, что пара минут в космосе оказалась 60 годами на земле. Он понял, что Хейли все время ждала его и тем самым испортила себе жизнь. Он с Синдабом улетел обратно в космос и через рацию, которая помогала Хейли разговаривать с Джеффом, сказал ей, чтобы она жила дальше без него. В 13 серии 11 сезона Джефф вернулся на Землю. Но оказалось, что настоящий Джефф мёртв, а вместо него послали пришельца, который собирался изучать нашу планету. Потом пожертвовав собой он смог спасти Джеффа. В конечном итоге настоящий Джефф вернулся домой к Хейли. В одной из серии было показано что он все таки взял фамилию Смитов, а в другой вновь становится человеком благодаря Роджеру, но его способности остались на месте. Образ Джеффа списан с настоящего одноимённого друга Сета Макфарлейна, который и озвучивает самого себя.

## Второстепенные персонажи

### Родные Смитов
- Джек Смит (англ. Jack Smith; озвучен Дараном Норрисом) — отец Стэна. Всю жизнь Стэн думал, что его отец — тайный секретный агент в «The Scarlet Alliance» (сверхсекретная разведывательная структура). После того как Стэн похоронил своего «настоящего» отца, Джек прилетел на вертолёте прямо на кладбище и объявил о том, что он вернулся к сыну, после 20-летнего отсутствия. У Джека седые волосы и нет одного глаза. Его образ базируется на одном из героев комиксов Marvel, суперагенте Нике Фьюри (англ. Nick Fury Agent of S.H.I.E.L.D.), имеющим сходство со Стэном. Образ Джека — это типичный американский супергерой, который сражается с «плохими парнями» любыми доступными методами, иногда переходя грань, для безопасности всего человечества. На самом деле, его отец был вором. Его разыскивала полиция и ФБР много лет подряд. Остаётся непонятным чувства Роджера к Джеку, но вот отношение Фрэнсин однозначно негативное, потому как Джек обвинил её в шпионаже и заставил поверить в это Стэна. Однако, позже об этом узнает и сам Стэн, и проникается ненавистью к отцу. Он винит Джека в своём испорченном детстве, и в том, что Джек не уделял ему должного внимания. В рождественской серии 9 сезона стал Крампусом, но позже в одной из серии становится человеком, но долго не продержался и погибает.

- Бетти Смит (англ. Betty Smith; озвучена Свуси Кёрц) — бывшая жена Джека, мать Стэна и бабушка Стива и Хейли по отцовской линии. После того, как Джек бросил их, Стэн заботился о ней, и Бетти начала неестественно зависеть от своего сына. Эти отношения развились до такой степени, что Стэн похитил всех новых парней Бетти из страха, что они в конечном итоге причинят ей боль, выбросив их на неизведанный остров. Позже Бетти выходит замуж за Геркулеса, овдовевшего греческого мясника, с которым она познакомилась через Франсин. Бетти говорит Стэну, что ни ей, ни её сыну не нужно зависеть друг от друга, как они когда-то делали, наконец, положив конец его навязчивой заботе о ней. Стэн соглашается с тем, что Бетти ушла и терпит их брак, хотя и только после того, как он попытался остановить их на борту их рейса в Грецию. Бетти все ещё не знает о предыдущих действиях своего сына, и все ее предыдущие поклонники остаются на необитаемом острове, рядом с которым две пары плавают после того, как Бетти и Геркулес поженились в Греции. Вскоре Геркулес тоже умирает, снова оставляя Бетти вдовой. Она возвращается в дом Стэна, живёт на чердаке с надутым Роджером, который известен под псевдонимом Том Яббо. Позже она влюбляется в Роджера и выходит за него замуж. Они отправляются на Ниагарский водопад, где Бетти планирует убить своего нового супруга, чтобы получить страховые деньги по полису, который она оформила на него(оказалось Франсин и Роджер были правы отчасти так как она их не «пожирает», а устраивает для супруга особый случай гибели, и Стэн не зря спасал будущих супруг Бетти, выбросив их на необитаемый остров и не только потому что придерживал "священное правило брака" несмотря на кто им будет). Несмотря на попытку Стэна спасти свою жизнь, "Том" падает насмерть в водопад, но затем Стэн замечает Роджера в дождевике, ведущего туристическую группу, указывая, что с ним все в порядке. Бетти удаётся собрать страховые деньги и переехать в Париж, Франция, где её видят идущей в театр, чтобы посмотреть «Форсаж 7», наслаждаясь изображёнными сценами гомосексуального секса.

- Расти Смит (озвучен Лу Даймондом Филлипсом) — «полубрат» Стэна. Коренной американец. Сын Джека Смита и неназванной чероки-женщины обитавший до первой встречи в Санта-Фе, муж Сулеава'Уха и отец Глена. Каждый год с семьёй приезжает в дом Смитов на День благодарения. Из-за его расовой принадлежности, Стэн долгое время считал, что Расти беден, и поэтому каждый раз стремился показать ему и его семье свой материальный достаток. Однако, позже выяснилось, что Расти — миллионер с шикарным домом, поскольку земля, которую он получил в наследство от дедушки(дедушка выиграл в собственной версии бейсбола от по его словам «какого то ковбоя *звук автомобиля так как это матерное слово*»)  вместо двадцати тысяч долларов (которые достались Стэну), богата медной рудой, а к Стэну он приезжал лишь затем, чтобы заставить своего сына ценить всё то, что у него есть.

### Друзья Стива
- Шмулей (Сопля) Лонгштейн (озвучен Кёртисом Армстронгом) — прыщавый друг Стива. Его образ смоделирован из одного фильма. Он разговаривает на языке Клингон (язык «Klingon» родом из сериала «Стар Трек»), и, кажется, он умеет читать на эльфийском. Ему нравится Стив, но у него есть одна страсть: взрослые (иногда даже очень) женщины. Хочет быть правильным евреем, но предупредил родителей, что не сможет пройти «бар-мицву», из-за бедности. Всю жизнь влюблен в Хейли Смит и в 6 сезоне 16 серии решается ей признаться и пытается завоевать её сердце.

- Барри Робинсон (озвучен Эдди Кей Томасом, темная личность Барри - Крейг Фергюсон) — самый толстый друг Стива. Стэн ненавидит его, хотя и не знает почему. Неоднократно упоминался как умственно неполноценный или страдающий замедленным развитием, имеет большие проблемы в семье (его мама принимает наркотики). Он описал своих родителей как невежественных и подразумевает, что они участвуют в собственных версиях секс-игр и курят одну из известных запрещенных травок. Барри тоже говорит на языке Клингон и умеет читать на эльфийском языке. Также у него есть страсть — Мисс Пигги (героиня Маппет-шоу). Позже выяснилось, что обычная молчаливость и инфантильность — результат приёма «антипсихотических витаминов». После того, как он перестал регулярно принимать эти «витамины», Барри превратился в безумного вдохновителя, блестяще подставляя Стива, разбив любимую Стэном коллекцию памятных тарелок и тем самым заменив Стива. Его безумство стало ещё сильнее прогрессировать, когда он попытался заменить всех и поделить власть между собой и Стэном. Все закончилось благополучно, когда Стив хитростью заставил Барри снова принимать свои таблетки.
Замечен в лагере для полных людей в Гриффинах (Family Guy) в 16 серии 10 сезона.

- Тоси (озвучен Дайсукэ Судзуки) — японский друг Стива. Он отлично понимает английский, но часто говорит по-японски с субтитрами на экране, чтобы понимать его. Он также говорит по-русски (в эпизоде «Of Ice and Men») и по-испански (в эпизоде «Irregarding Steve»). Хоть он не умеет говорить по-английски, его мать(она скрывает что не понимает японского языка), отец и сестра умеют говорить на английском. Возможно, он также умеет читать на эльфийском. В некоторых сериях знал английский так как в одном из них Тоси сказал то что по переводе изначально было похоже «Ешь мои миски!», хотя в оригинале это слово не миски а что-то неприятное. Тоси неплохо знает самурайские приёмы, что в одной серии он легко убил наёмных убийц когда те окружили Стэна, Франсин и Роджера. Состоял в музыкальных группах включая группу «12 мальчиков» (на самом деле 11, и 1 из них вторглась в группу и прикидывается). Персонаж Тоси очень схож с персонажем Линг-Лингом из сериала «Сумасшедшие за стеклом, или Мультреалити», потому что они оба говорят на родном языке с субтитрами на экране, и оба воспринимаются окружающими совершенно некорректно. К тому же, оба персонажа «социально опасны». Часто воспринимается как стереотипный японец, хотя ненавидит «быть клише».

## Остальные персонажи
- Эйвери Баллок (озвучен Патриком Стюартом) — заместитель директора ЦРУ и 58-летний начальник Стэна. Он также легко теряет равновесие, как и Стэн, но значительно более параноидальный и более компетентный. К Стэну у него очень сложное отношение, но очень часто он теряет самообладание. Баллок сам знает, что часто он бывает слишком груб и заносчив с подчинёнными. Он озвучен известным актёром Патриком Стюартом и был нарисован похожим на Патрика. У него были интимные взаимоотношения с Хейли, о которых знал отец Хейли. А позже об этом узнает Реджинальд, и получает при этом небольшой трёпки дважды. Сначала от драки а потом от унижения так как он рассказал ему про собственную маму и упомянул её «в не добром свете», где Реджинальд собрался позвонить ей и рассказать. Он женат и имеет как и Стэн некоторые разногласия с женой. В одном из эпизодов его жена приковала Баллока наручниками к батарее в Фалуджи (город в Ираке) за то, что он «не собирается вести переговоры с террористами».

- Грэг Кобрин (озвучен Сэтом Макфарлейном) — ведущий местных новостей, Терри — соведущий и его вторая половина. Грэг — также сосед Стэна Смита. Дом, в котором он живёт вместе с Терри, продала жена Стэна, Фрэнсин. Грэг и Терри склонны к несущественным конфликтам, однако, они — полная противоположность Тома Такера и Дианы Симмонс из «Гриффинов». Грэг является членом политической организации «Log Cabin Republicans» и у него каштановые волосы.

- Терри Бэйтс (озвучен Майком Баркером) — ведущий местных новостей, соведущий Грэга и пассивный партнёр в их отношениях. Он очень боится сказать своему отцу, знаменитому в прошлом футболисту, что он — гей. Также является соседом Стэна. Сам Стэн не имеет ни малейшего представления, что его соседи — гомосексуальная пара, и в самом начале предвзято относился к их практике свободного журнализма, в конечном счёте, он просто полагал, что его соседи — это обычные молодые люди, которые рады жить вместе (до определённого момента, потом узнаёт). Терри — демократ и у него белокурые волосы. Он завёл себе французского бульдога, названного именем Хита Леджера

- Боб Мемари (озвучен Роном Ливингстоном) — родился в Кливленде (Огайо), муж Линды Мемари и сосед Стэна. Агент Смит вначале беспокоил Боба из-за его этнического прошлого. Предки Боба жили в Иране. По иронии судьбы Боб ненавидит людей с чёрным цветом кожи.

- Линда Мемари (озвучена Мегин Прайс) — жена Боба Мемари и близкая подруга Фрэнсин. Она помогла остаться Фрэнсин в социальной группе женщин, которые изменяют своим мужьям под названием «Lady Bugs» («Божьи коровки»), просто поцеловав её. Её муж — очень покорный человек, что мешает реализовать и проявить ей себя на полную мощность. Латентная лесбиянка, и одна из председателей «Ассоциации домовладельцев».

- Джексон (озвучен Майклом Генри) — один из сослуживцев Стэна, работающий в ЦРУ. Он — настоящий эстет, а не агент. К тому же, он — бывший гей. Однако, однажды он бросил работу риелтора и его «гомосексуальность» исчезла. Но изменение ориентации было не совсем удачным. К тому же, Джексон выразил желание иметь женские половые органы, поэтому его можно считать также транссексуалом.

- Дик (озвучен Стивеном Рутом) — ещё один сослуживец Стэна в ЦРУ. Со временем, его жена также обзавелась работой, и с тех пор она зарабатывает больше денег, чем он. На нём это отразилось плохо, и теперь назвать его полноценным мужчиной уже нельзя. Его сын обладает неестественно большими руками, которые он использует для того, чтобы бить своего отца.

- Чак Вайт (озвучен Майком Баркером) — самый злословный враг Стэна. Более того, он максимально защищает и ограничивает свою дочь, принуждая её делать гимнастику, а также держаться подальше от парней, которые могут только «обрюхатить» её. Он заканчивает каждую фразу лёгким смешком, например: «Похоже, ты, как всегда, предпочитаешь парковаться на Солнце! Ха-ха!» (англ. «Looks like you’re parking in the sun again, ha-ha!»)

- Директор Льюис (озвучен Кевином Майклом Ричардсоном) — директор средней школы «Pearl Bailey», в которой учится Стив. Когда Стив стал президентом школы среди студентов (эпизод «Pilot») он приказал Льюису, чтобы тот освободил свой кабинет, потому как Стив нуждается в нём, а в соответствии с законом, он, как президент школы среди студентов, может потребовать любое помещение. Директор школы не стал возражать, потому как был счастлив тому, что Стив умеет читать, так как чтобы узнать о своих правах, он должен был прочесть устав школы. Директор Льюис в прошлом был международным аферистом и преступником мелкого масштаба, сидел в тюрьме (он даже создавал «Тюремную Романтику» который тот кто бьёт, перейдёт под владение жертвы), был членом наркокартеля, флешбеки на тему его преступного прошлого время от времени прорываются в его речи и даже составляют неотъемлемую часть сюжета. Один из председателей «Ассоциации домовладельцев».

- Лейтенант Натан Голдберг — офицер полиции, чей отец погиб во время Холокоста. Его последим желанием было, чтобы сын отправился в США и стал выдающимся офицером полиции, и мстил всем, кто совершил ту ошибку, которая была сделана с еврейским народом. Хотя этот персонаж редко появляется в сериале, его характер — очень яркий и запоминающийся.

- Джапер — агент ЦРУ и конкурент Стэна, который, несомненно, хочет навредить Стэну каждый раз, как «цвет террористической опасности» изменяется при тестировании симулятора. Он более раздражителен, чем Стэн. В последнем эпизоде его попытка побить Стэна при президенте Буше провалилась, после того, как выяснилось, что он украл свой образ у персонажа «Willy Wonka».

- Дебби (озвучена Лиззи Каплан) — безразмерная девушка-гот, которую Стив приглашает в эпизоде «The American Dad After School Special». После того, как они начинают встречаться, у Стэна начинается приступ анорексии. Стив расстаётся с ней, как только узнает, что причиной болезни отца является именно она. А позже начинает снова с ней встречаться, потому что болезнь отца не проходит. В некоторых сериях она сама его бросает, например, когда над ней издеваются одноклассники во главе с Лизой Сильвер, и Стив решает им отомстить, и в серии, где она находит другого молодого человека на бармицву, аргументируя тем, что ей нужен мужчина, а не мальчик.

- Донни Паттерсон (озвучен Джеффом Фишем) — хам, который постоянно оскорбляет Стива. Своё поведение он объясняет очень просто. Дело в том, что его отец с ним обращается очень жестоко. Поэтому он позволяет себе то же самое и будет позволять себе это и дальше.

- Лиза Сильвер (озвучена Кармен Электра (первые эпизоды) и Элизабет Бенкс) — лидер в группе поддержки школьной команды. Она является объектом постоянного внимания Стива. К самому Стиву она относится очень плохо и постоянно бьёт его. В сериале она позиционируется как самая красивая и привлекательная девушка в школе, где учится Стив. Она — очень жестокая и мнительная ученица. Со Стивом она встречалась только лишь из-за того, что он был президентом школы и являлся в тот момент почётным учеником.

- Сергей Круглов (озвучен Стивом Хейли) — бывший шпион Советского Союза. В прошлом, злейший враг Стэна Смита. Сейчас он живёт по соседству со Стэном, у него есть сын, который живёт в России. Сергей выполнен в манере типичной клюквы о русских людях. Внешне похож на Феликса Дзержинского. Один из председателей «Ассоциации домовладельцев».

- Отец Донован (озвучен Мартином Маллом) — священник в местной церкви. Довольно пренебрежителен к церкви. Председательствует в «Ассоциации домовладельцев». Атеист. Убит антихристом.

- Реджинальд (озвучен Эриком Даблином) — бывший бездомный афроамериканец, чей мозг был пересажен в тело коалы для выполнения секретных операций ЦРУ. Симпатизирует Хейли.

- Бакл (озвучен Мэттом Маккенна) — горный мужчина, который ранее работал на Дисней, а после ушёл жить в лес в страхе апокалипсиса. Впервые появляется в эпизоде «An Apocalypse to Remember», в котором он начинает преследовать Смитов после того, как встретил их в лесу. Смитам удаётся избавиться от него, женив его на отчаявшейся еврейке. Стен называл его Горцем. Довольно умён. Вероятно, работая на Дисней, он приобрёл множество ценных навыков, таких как создание всяческих зрительных иллюзий и необычных предметов. Бакл чрезвычайно трудоспособен, может сделать сам множество невероятных вещей (например, плавающую машину или огромный дом на дереве). Внешне Бакл выглядит как человек, долго живущий вне крупных поселений (обросший рыжей шевелюрой и бородой, носящий енотовую куртку). Из-за долгого пребывания в одиночестве забыл своё имя. Чрезвычайно силён. Время от времени появляется в сериале и играет разные по значимости роли.

- Санта-Клаус (озвучивает Мэттом Маккенной) — фигура символизирующий Рождество. В этом шоу Санта-Клаус изображён как злодейский промоутер-коммерсант, имеющий привычку затаить глубоко укоренившуюся обиду. Его вендетта против семьи Смитов началась в фильме «По ком звонят сани», когда Стэн даёт Стиву штурмовую винтовку Ак-47, которую он использовал, чтобы случайно застрелить Санту, когда тот изображал Санту из торгового центра. Похороненный и оставленный умирать семьёй, Санта был найден своими рождественскими эльфами и выздоровел с намерением убивать Смитов каждое Рождество(от чего вендетта на семью и друзей Стэна осталась надолго). В «Менестреле Крампуса» (который был изображён в стиле рождественской истории) Санта симулирует перемирие со Смитами, чтобы убить своего бывшего партнёра Крампуса, чтобы сохранить свои вложения в большие игрушечные компании. В «Девяноста севере, ноль-запад» Санта-Клаус похищает Стива Смита в рамках заговора с целью разбудить шумерского гиганта Хумбаба и завладеть его силами. Это пошло не так, поскольку Хумбаба втянул в себя Санта-Клауса и большую часть Северного полюса. Хотя Санта выжил, выйдя из Хумбабы, спустя много времени после того, как монстр был обезглавлен Стивом Смитом, он в конечном итоге был убит, а затем воскрес в «Санта, Шманта», чтобы вернуть свои силы от Роджера который стал еврейским Сантой-Клаусом.

- Синдбад (озвучен Дэвидом Эткинсом) — афроамериканец и друг Джеффа Фишера. Так же как и Джефф служил в летающем торговом центре. Позже поверил что Джефф по-настоящему любил Хейли и помог ему сбежать, однако, ценой жизни. Но он возродился в виде призрака и вместе с Джеффом ищет путь домой.

- Джакузи — появляется единственный раз в 1 серии 8 сезона. Это джакузи, наделённое искусственным интеллектом. Раньше оно принадлежало холостому мужчине, который любил тусоваться в этом джакузи. Позже мужчина стал женат и забыл про ванну, и в порыве ненависти убивает молодую семью. После этого джакузи покупает Стэн, который забывает про свою семью, и Франсин с детьми и Роджером уезжают. Джакузи начинает убеждать Стэна в том, что семья ему не нужна, но Стэн осознает свою ошибку и едет извиняться, но Джакузи зовёт Франсин в дом и засасывает в водопровод, а после убивает и Стэна.

## Появление персонажей в кратком сюжете «Золотом Кале»
Как видно из «Ненадёжной родины», выясняется, что экскременты Роджера сделаны из чистого золота и инкрустированы драгоценностями. Золотой кал входит в жизнь разных персонажей, которая часто заканчивается смертью или другой ужасной судьбой. В альтернативной вселенной в серии «Восторг вознесения», что в осаде демона Дона Каратона Иисус нашёл золотой кал и отдал Роджеру. В зарисовках «Золотого кала» фигурируют следующие персонажи:
- Майки и Джим (озвучены Майком Баркером и Элиасом Котеасом соответственно) — два лучших друга, которые работают в отделе общественных работ Лэнгли-Фолс. Они оба находят золотой кал Роджера в «Ненадёжной родине», в результате чего Майки был убит Джимом, который затем прячет тело. Когда Джим планирует позвонить своей невесте Эбби, чтобы сказать им, что они богаты, другой мужчина отвечает на звонок, показывая, что у Эбби роман. Джим кричит от этой реакции. В «Возврат — не фабрично—установленной опции» Джим сожалеет о том, что он сделал с Майки, и о том, что у Эбби роман. Джим совершает самоубийство, выехав на своей машине на рельсы и прямо перед приближающимся поездом.

- Лейтенант Эдди Такер (озвучивает Бо Бриджес) — лейтенант полиции, расследующий самоубийство Джима. Он находит Золотой кал среди обломков и прячет её от своего партнёра Криса. Эдди приносит его домой своей жене Мэрилин, где рассказывает ей, как они будут платить за большую пенсию и дом в Бока-Ратон. Когда Эдди меняет своё мнение, Мэрилин тайно добавляет ему в чай крысиное отравление. В «Блегснарст, истории любви» было подтверждено, что Эдди умер от отравленного чая.

- Мэрилин Такер (озвучивает Свуси Курц) — жена Эдди Такера. Она видит Золотой Кал, которую Эдди принёс домой, поскольку он заявляет, что она поможет заплатить за большую пенсию и дом в Бока-Ратон. После того, как Эдди передумал, Мэрилин тайно добавляет ему в чай крысиное отравление. В «Блегснарст, история любви» Мэрилин Такер была арестована полицией за кадром за смерть своего мужа и была замечена в тюрьме штата Вирджиния с помощью смертельной инъекции.

- Винсент Такер-Эдмондс (озвучивает Кори Столл) — сын Эдди Такера и Мэрилин Такер. После того, как Эдди был убит чаем его жены с отравлением крысами, Винсент присутствовал при казни его матери с помощью смертельной инъекции. После смерти матери Винсент работает генеральным прокурором, когда находит золотой кал под половицами. Затем Винсент связывается с Уяттом Борденом с планами помочь ему и заставить его стать президентом Соединённых Штатов. В «Отцовском удивлением» Винсент тоже попал под влияние «Золотого кала», пока его руководитель кампании не рассказал ему о его мотивах. Шпионя за Золотым калом, менеджер кампании вступает в схватку с Винсентом, которая заканчивается его смертью. Через несколько мгновений после смерти Винсента менеджер кампании застрелен прибывшими телохранителями Винсента.

- Папа (озвучивает Ди Брэдли Бейкер) — после смерти Винсента Эдмондса и его руководителя кампании, Папа получил золотой кал уборщицей, которая нашла его, когда она убирала комнату, где был убит Винсент Эдмондс. Затем Папа встречается с советом религиозных лидеров, которые задаются вопросом, как вернуть его на место. В последней сцене была показана табличка, на которой Роджер пересекает египетскую пирамиду. В «300» религиозные лидеры попадают под его чары и убивают друг друга в перестрелке(предзнаменование гибели мира теперь наступила). Рыцари Турдлер, которые начали охранять золотой кал, обнаруживают, что курьерская девушка невосприимчива к этому, поскольку они поручают ей вернуть его Роджеру. В результате ей это удаётся, а тот теперь выглядит как разобранный. Но в потом когда оторванный рот Роджера попадает в руки Стиву, он рассказал семье о том что случилось. Когда Стив вернул рот Роджера на законное место(в ходе «возврата» Золотого Кала, Роджер рассыпался и хаос на Земле ликвидирован, а чтобы не допустить возвращения хаоса на Земле разбросали его кусочки по всем местам Земли, но не смогли разбросать по всем секторам Солнечной Системы так как у Рыцарей Турдлер не было технологии для межпланетного перелёта), золотой кал выпал из зада Роджера, и ведущий американского шоу "Сто к одному" получает его но Стэн убивает ведущего и уходит с полученным сокровищем. После этого, семья Смитов развалена и хаос на Земле восстановлен. Так же показывается что через 20 лет в результате жадности семьи от золотого кала, Роджер узнает об этом и проявляет печаль из-за того что семья Симтов прекратила своё существование(кроме Клауса). И как ни странно, он связался с Роджером из прошлого ещё до того когда ушёл не заметив подвоха, и говорит ему что есть шанс все изменить и спасти Смитов. В результате, Роджеру это удаётся, он рассказывает Стиву о том что произойдёт, и Роджер прячет золотой кал в Бока-Ратоне в штате Флорида. Точнее в игровом автомате "Ловкий кран", где неизвестный мальчик пытается достать, но не удаётся.

## Новые религии и прочее
- Сатанист — В одной из серии один друг Стэна приобрёл эту религию когда он был в коме.

- Антихрист, или Анти-Иисус, — сын Сатаны. Дважды появлялся в сериале. Его происхождение раскрывается в «Избиении сезона», поскольку он был биологическим сыном шакала, которого усыновил Джефф. Антихриста назвали Немо(от слова Омен и от слова Предзнаменование). Когда его личность выясняется, Немо пытается убить Стэна и его группу, поскольку они получают набор священных кинжалов, необходимых для его убийства. Однако, связавшись с ребёнком, Хейли останавливает своего отца и отправляет Немо на Аляску, чтобы его воспитывала Сара Пэйлин. После того, как Сара Пэйлин покидает его комнату, Немо клянётся снова встретиться со Стэном, когда «придёт его час». Он встречает свой конец во время Армагеддона, когда Иисус бросает ему в лоб распятие во время их битвы на руинах здания ООН. Во время битвы до смерти Немо, он уничтожил нескольких ангелов Рая и отправив их в ад, и сделал другие злые дела.